# Lindsey Buckingham
Lindsey Adams Buckingham (* 3. října 1949 Palo Alto, Kalifornie) je americký zpěvák, hudebník, skladatel a producent, nejlépe známý jako hlavní kytarista a zpěvák hudební skupiny Fleetwood Mac v letech 1975 až 1987 a 1997 až 2018. Kromě svého působení ve Fleetwood Mac vydal sedm sólových a tři živá alba. Jako člen Fleetwood Mac byl v roce 1998 uveden do Rock and Roll Hall of Fame. V roce 2011 se umístil na 100. místě v žebříčku Rolling Stone – 100 nejlepších kytaristů všech dob. Je známý pro svůj styl hry na kytaru, kdy hraje prsty.
Skupina Fleetwood Mac, která mu posktytla největší publicitu, existovala od konce 60. let a začínala jako britská bluesová skupina vedená Peterem Greenem. Poté, co Green skupinu opustil, zažili několik bouřlivých let bez stabilního frontmana. Buckingham byl pozván, aby se ke skupině připojil v roce 1974; nahrávali ve stejném studiu a kapele chyběl kytarista a mužský hlavní zpěv. Jako podmínku pro připojení Buckingham trval na tom, aby byla přijata i jeho hudební a romantická partnerka Stevie Nicks. Buckingham a Nicks se stali tváří Fleetwood Mac během jeho komerčně nejúspěšnějšího období, zvýrazněného multiplatinovým albem Rumours, kterého se po celém světě prodalo přes 40 milionů kopií. Přestože byla skupina velmi úspěšná, prožívala téměř neustálé tvůrčí a osobní konflikty, až ji Buckingham v roce 1987 opustil, aby se mohl soustředit na svou sólovou dráhu.
Jednorázové shledání na inauguračním plese prezidenta Billa Clintona v roce 1993 iniciovalo určité sblížení mezi bývalými členy kapely, přičemž Buckingham zazpíval některé z vokálů v jedné skladbě jejich alba Time z roku 1995 a v roce 1997 se ke kapele znovu připojil na plný úvazek k živému turné a albu The Dance. 9. dubna 2018 byl Buckingham z Fleetwood Mac vyhozen a nahrazen Mikem Campbellem a Neilem Finnem.
Oženil se s fotografkou Kristen Messner a má s ní tři děti.

## Diskografie

### Buckingham Nicks
| Rok  | Album            | USA | GBR | Poznámka |
| ---- | ---------------- | --- | --- | --- |
| 1973 | Buckingham Nicks | 80  | -   | Debutové album uvádějící duo Buckingham s partnerkou Stevie Nicks. Oba se později přidali ke skupině Fleetwood Mac |

### Fleetwood Mac

#### Studiová alba
| Rok  | Album              | USA | GBR | AUS | CAN | GER | CHE | AUT | FRA | BPI / RIAA Certification |
| ---- | ------------------ | --- | --- | --- | --- | --- | --- | --- | --- | ------------------------ |
| 1975 | Fleetwood Mac      | 1   | 23  | 3   | 15  | -   | -   | -   | -   | -                        |
| 1977 | Rumours            | 1   | 1   | 1   | 1   | 6   | -   | 25  | 27  | -                        |
| 1979 | Tusk               | 4   | 1   | 2   | 2   | 3   | -   | 4   | 6   | -                        |
| 1982 | Mirage             | 1   | 5   | 2   | 4   | 12  | -   | -   | 5   | -                        |
| 1987 | Tango in the Night | 7   | 1   | 5   | 2   | 2   | 7   | 25  | 25  | -                        |
| 2015 | TBA                | 3   | 6   | 24  | -   | 10  | 51  | -   | -   | -                        |

#### Koncertní alba
| Rok  | Album          | USA | GBR | AUS | CAN | GER | CHE | AUT | FRA | Certifications |
| ---- | -------------- | --- | --- | --- | --- | --- | --- | --- | --- | -------------- |
| 1980 | Live           | 14  | 31  | 20  | -   | 51  | -   | -   | -   | -              |
| 1997 | The Dance      | 1   | 15  | 4   | 19  | 20  | -   | -   | -   | -              |
| 2004 | Live In Boston | -   | -   | -   | -   | -   | -   | -   | -   | -              |

#### Sólová alba
| Rok  | Album                             | USA | GBR | Poznámka |
| ---- | --------------------------------- | --- | --- | -------- |
| 1981 | Law and Order                     | 32  | -   |          |
| 1984 | Go Insane                         | 45  | -   | -        |
| 1992 | Out of the Cradle                 | 128 | 51  | -        |
| 2006 | Under the Skin                    | 80  | 154 | -        |
| 2008 | Live at the Bass Performance Hall | 186 | -   | -        |
| 2008 | Gift of Screws                    | 48  | 59  |          |

#### Soundtracky
| Rok  | Song                                    | Soundtrack                  | Poznámka                    |
| ---- | --------------------------------------- | --------------------------- | --------------------------- |
| 1983 | "Holiday Road, "Dancing Across The USA" | National Lampoon's Vacation | -                           |
| 1985 | "Time Bomb Town"                        | Back to the Future          | -                           |
| 1985 | "Trouble"                               | Just One of the Guys        | -                           |
| 1994 | "On the Wrong Side"                     | With Honors                 | -                           |
| 1996 | "Twisted"                               | Twister                     | Duet with Stevie Nicks      |
| 2005 | "Shut Us Down"                          | Elizabethtown               | Un-Cut Version              |
| 2006 | "Big Love"                              | Elizabethtown Vol 2         | Live Soundstage Performance |

#### Singly
| Rok  | Song              | US Hot 100 | US Mainstream Rock | UK Singles | AAA Charts | Album                                  |
| ---- | ----------------- | ---------- | ------------------ | ---------- | ---------- | -------------------------------------- |
| 1981 | "Trouble"         | 9          | 12                 | 31         | -          | Law and Order                          |
| 1983 | "Holiday Road"    | 82         | -                  | -          | -          | National Lampoon's Vacation soundtrack |
| 1984 | "Go Insane"       | 23         | 4                  | -          | -          | Go Insane                              |
| 1984 | "Slow Dancing"    | -          | -                  | -          | -          | Go Insane                              |
| 1992 | "Wrong"           | -          | 23                 | -          | -          | Out of the Cradle                      |
| 1992 | "Countdown"       | -          | 38                 | -          | -          | Out of the Cradle                      |
| 2006 | "Show You How"    | -          | -                  | -          | -          | Under the Skin                         |
| 2008 | "Did You Miss Me" | -          | -                  | -          | 45         | Gift of Screws                         |